# De homine (Albertus Magnus)

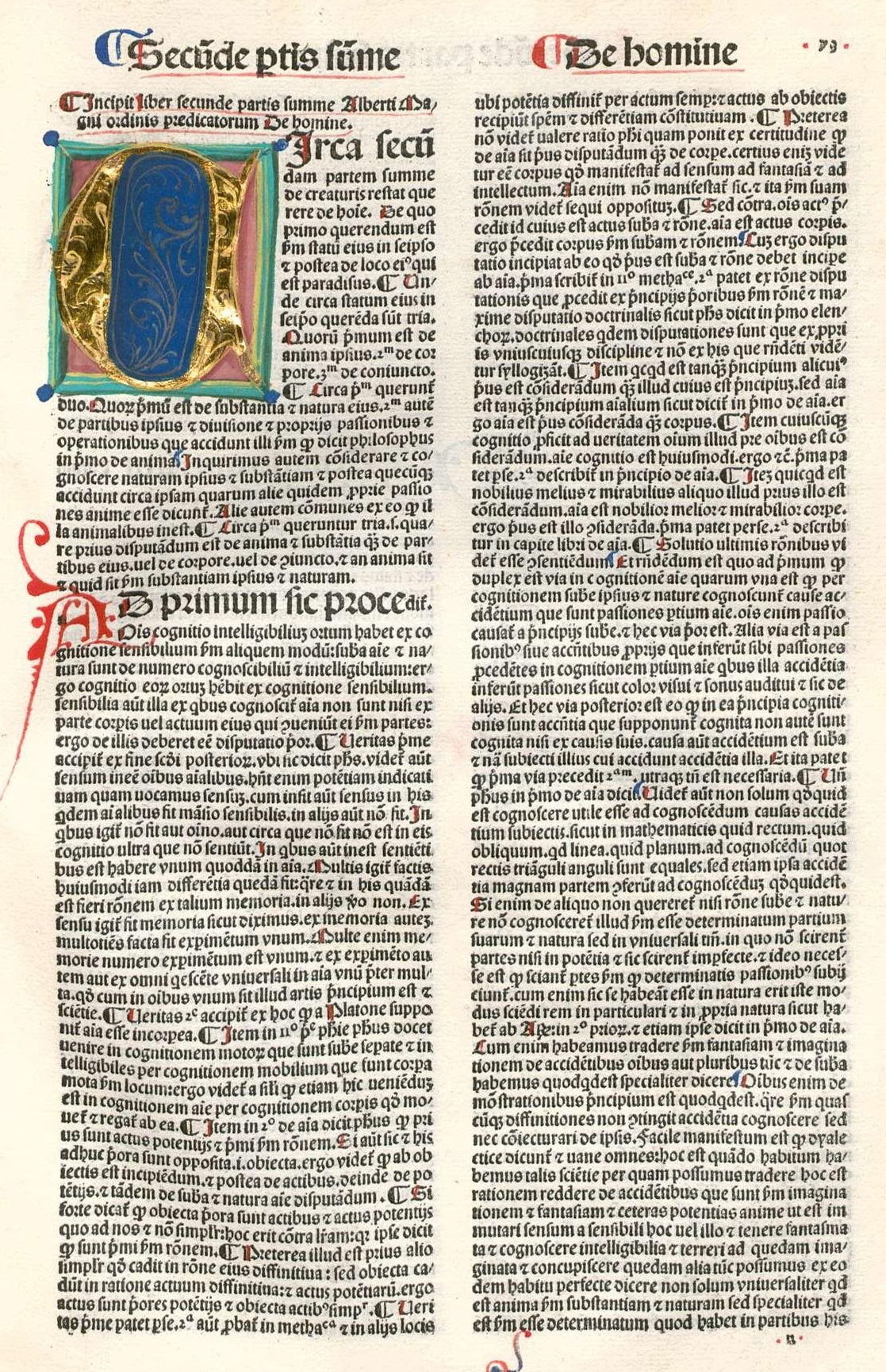
Anfang der Abhandlung De homine, Druck Venedig 1498

De homine („Über den Menschen“) ist eine Schrift des Gelehrten und Dominikaners Albertus Magnus in mittellateinischer Sprache. Sie ist Teil seines Frühwerks und wurde 1240–1243 als zweiter Teil der Summa de creaturis in Paris erstellt. Als ein ganzheitlicher Anthropologieentwurf ist sie dem Menschen in seiner seelisch-körperlichen Verfasstheit, seinem Urzustand und seinem natürlichen Lebensraum gewidmet. Ihre formale Gestaltung als Summe, d. h. als Folge von Fragen bzw. Thesen, die mit pro- und contra-Argumenten behandelt werden, spricht dafür, dass die Schrift sich aus der Disputation entwickelt hat, die Albrecht in Paris mit seinen Studenten durchführte.

## Inhalt
(Die Positionierung der verwendeten Textstellen innerhalb der Schrift wird im Folgenden nach der von Henryk Anzulewicz und Joachim R. Söder in ihrer Edition von 2008 (S. LVIII-LXVII) aufgeführten Nummerierung durchgeführt. Die Übersetzung folgt – soweit vorhanden – Henryk Anzulewicz und Joachim R. Söder: Albertus Magnus, Über den Menschen, De homine, sowie Henryk Anzulewicz und Philipp Andreas C. Anzulewicz: Albert der Große, Über das Gewissen und den praktischen Intellekt.)
Im Prolog fasst Albertus Magnus kurz die Absicht seiner Schrift zusammen: dargestellt werden soll der Mensch in Bezug auf seine Seele, seinen Körper und die Verbindung zwischen beiden zu einer Ganzheit, anschließend seine natürlichen Orte, das Paradies und die Welt (mundus). Nach Darstellung verschiedener antiker Ausführungen zur Seele (z.B Aristoteles I.1.1.3.1.2.3, Pythagoräer I.1.2.2.1.1) wird die Seele nach den drei Aspekten vegetabile, sensibile et rationale (Vegetatives, Sinnenhaftes, Vernunfthaftes) behandelt (I.1 - I.1.2.5.3.3.3). Dies nimmt den weitaus größten Teil des Werkes ein. Der Text zum Körper (I.2 – I.2.3) wird schon durch die Überschrift De corpore hominis quantum pertinet ad theologum (Der Körper des Menschen, sofern er für den Theologen relevant ist) eingeschränkt und befasst sich hauptsächlich mit der Unsterblichkeit Adams vor dem Sündenfall. Die anschließenden Überlegungen zum Paradies (II.1 – II.1.4) und zur Welt (II.2 – II.2.3.3) beschäftigen sich mit deren Lage, Beschaffenheit und Dauer.

### Die Seele (anima)
Dem Werk des Aristoteles folgend schreibt Albertus Magnus, dass es im jeweiligen Menschen nur eine einzige Seele gibt, die nach ihrem vornehmsten Vermögen als Vernunftseele bezeichnet wird, wenn sie auch untere Seelenkräfte (Vegetatives und Sensitives) umfasst. Sie besitzt Substantialität und durchformt und gliedert den Körper. Eine besondere Aufmerksamkeit wird zwei Bewegkräften der Vernunftseele gewidmet, der synderesis (I.1.2.5.3.3.2.1.2.4) und der conscientia (Gewissen) (I.1.2.5.3.3.2.1.2.5). Die Synderesis wird als eine besondere Kraft der menschlichen Seele, als ein mit den allgemeinen Prinzipien des Naturrechts ausgestattetes Vermögen, dem ein unbestimmtes Begehren des Guten eigentümlich ist, aufgefasst. Das Gewissen dagegen folgt aus einem Akt der Applikation der Allgemeinprinzipien der Synderesis auf das besondere einer konkreten Handlung.

### Der Körper Adams (corpus Adae)
Der menschliche Körper wird unter dezidiert theologischer Perspektive in (I.2.1) behandelt. Allerdings wird zunächst kurz die aristotelische, durch Galenos vermittelte Sicht, dass der Körper sich aus warm-kalt-feucht-trockenen Komplexionen zusammensetze, referiert. Auch bei den Überlegungen zur Unsterblichkeit des Menschen wird angeführt, dass die Zusammensetzung des Körpers Adams aus Schwerem und Leichten gemäß Aristoteles’ De caelo et mundo notwendig zu seiner Vergänglichkeit führe. Hauptsächlich folgt Albertus Magnus aber den Sancti und insbesondere dem Kirchenvater Augustinus und zitiert u. a.: Adam war sterblich auf Grund der Natur seiner Beschaffenheit, unsterblich durch den Gnadenbeweis des Schöpfers.
Eingehend werden Fragen zu Eva behandelt:
War sie, nach Gen. 2, 18-25 aus der Rippe Adams geschaffen, die erste Frau? Oder wurde nach Gen. 1, 27 ... und schuf sie ein Mann und ein Weib irgendeine Frau bereits vor Eva erschaffen? Warum wurde die Frau aus der Rippe und nicht aus dem Fuß oder einem anderen Körperteil geformt? War die Erschaffung Evas ein Wunder?
Nach mehreren Aussagen in De genesi ad litteram des Augustinus war die Erschaffung Evas aus der Rippe Adams kein Wunder, sondern gemäß der Natur. Für den griechische Kirchenvater Johannes Chrysostomus hingegen bedeutet sie ein Wunder. Diese Meinung sieht Albertus Magnus auch durch Averroes bestätigt, da der Mensch nicht materiell in der Rippe angelegt sei, wie etwa die Pflanze schon in der Bohne.

### Das Paradies (paradisus)
In (II.1.1) fragt Albertus Magnus unter dem Titel Ob es sei (an sit) nach der Lage des Paradieses. Beda Venerabilis (Hexaemeron) folgend sieht er einen lieblichen Ort auf der Erde, aber von den Wohnstätten der Menschen weit entfernt, durch Ozeane und Lande getrennt. Er lokalisiert es im Südosten jenseits der aequinoctalis. Dies begründet er – neben Bibelstellen – mit einem Zitat aus dem Almagest des Ptolemäus, dass gerade diese Gegend der Erde völlig unbekannt sei (Buch II, 6; Albertus Magnus folgt wortgetreu der lateinischen Ausgabe, die Venedig 1515 überliefert ist). Um deutlich zu machen, wie gut er dieses Werk kennt, erweitert er das Zitat um ein kurzes Stück des folgenden Textes (Tageslängen auf verschiedenen Breitengraden), das in keinem Zusammenhang mit seinem Thema steht.
Das folgende Kapitel (II.1.2) Was ist das Paradies ist eine Auseinandersetzung mit dem Werk des griechischen Kirchenvaters Johannes Damascenus De fide orthodoxa. Fragen der Bibelexegese (hat Gott das Paradies mit seinen eigenen Händen geschaffen?, können die Pflanzen des Paradieses gleichzeitig blühen und Frucht tragen ? …) werden erörtert.

### Die Welt (mundus)
In (II.2.1) behandelt Albertus die Frage Ob die Welt ewig sei oder geschaffen und auch vergänglich (Utrum mundus sit aeternus vel factus sit et etiam corruptibilis). Schon in den ersten Worten beruft er sich auf Aristoteles; und wie Aristoteles postuliert er eine Ewigkeit der Bewegung ohne Anfang und Ende in der endlosen Existenz der Zeit. Hierfür hat er eine Reihe von Literaturstellen zusammengetragen. So schreibt er in Abschnitt (7), sich auf die Schrift De caelo beziehend, dass Einige (quidam) die Ewigkeit der Welt beweisen wollen. Im Abschnitt (8) wird aus der Metaphysik geschlossen, dass die Welt ohne Anfang sei. Aus der Physik des Aristoteles folgert er in Abschnitt (12), dass die erste Bewegung ewig sei und unbeschränkt in der Zeit. In den folgenden Abschnitten bringt Albertus Magnus den Schöpfer (creator) mit dem Geschaffenen in Übereinstimmung und postuliert (18), dass die Welt von Ewigkeit her von Gott geschaffen sei. Hierbei beruft er sich auf den Kirchenvater Augustinus von Hippo.
Aber in Abschnitt (21) leitet Albertus Magnus mit einem CONTRA auf eine abweichende Aussage des Liber de causis über: Das erste der geschaffenen Dinge ist das Sein, und vor ihm ist nichts geschaffen (Prima rerum creatarum est esse, et non est ante ipsam creatura alia). 1264–1267 wird Albertus Magnus diesem Text, den er dem Aristoteles zuschreibt, einen umfangreichen Kommentar widmen. Aber schon in De homine verarbeitet er den Widerspruch zwischen einer neoplatonischen Konzeption kontinuierlichen Hervorgehens mit einem monotheistischen Erhaltungsbegriff. Schließlich kommt er zu der Lösung: Die Welt beginnt durch Schöpfung (creatio), aber nicht durch Zeugung (generatio) und Bewegung, die er in 21 Kurzabschnitten begründet; z. B. erläutert er in (14), warum die aristotelische Sicht einer ewigen Welt mit beständiger Hervorbringung von Pflanzen und Tieren nicht gegen einen Beginn der Welt durch Schöpfung spricht.

## Überlieferung und Weiterleben
Die Rezeption dieser Schrift und deren Einfluss auf anthropologische und kosmologische Reflexion des Hochmittelalters wurde bisher nur begrenzt untersucht, ebenso der Einfluss speziell dieser Schrift auf Thomas von Aquin, den berühmten Schüler des Albertus Magnus. Die Überlieferung zahlreicher Handschriften – 37 sind erhalten, in Bibliothekskatalogen werden noch weitere genannt – spricht aber für eine weite Verbreitung und damit auch Rezeption. Das Buch wurde 1498/1499 das erste Mal in Venedig gedruckt und erlebte bis ins 19. Jahrhundert drei weitere Druckausgaben. 2008 erstellten Henryk Anzulewicz und Joachim R. Söder eine Ausgabe mit ausführlicher Quellenbearbeitung. Eine deutsche Übersetzung liegt nur für Teile des Werkes vor.

## Textausgaben und Übersetzung
- De homine, Venedig 1498
- Henryk Anzulewicz und Philipp Andreas C. Anzulewicz: Albert der Große, Über das Gewissen und den praktischen Intellekt, Eine Textauswahl aus De homine, den Quaestiones und De anima, Freiburg im Breisau 2019
- Henryk Anzulewicz und Joachim R. Söder: Albertus Magnus, Über den Menschen, De homine, Hamburg 2004.
- Henryk Anzulewicz und Joachim R. Söder: Alberti Magni Ordinis Fratrorum Praedicatorum De Homine, Aschendorff 2008.